# Lacera
Lacera is een geslacht van vlinders van de familie spinneruilen (Erebidae), uit de onderfamilie Calpinae.

## Soorten
- L. alope (Cramer, 1780)
- L. apicirupta Carcasson, 1965
- L. asinuosa Holloway, 1979
- L. capella Guenée, 1852
- L. contrasta Holloway, 1979
- L. noctilio Fabricius, 1794
- L. procellosa Butler, 1879
- L. sublineata Walker, 1865
- L. uniformis Holloway, 1979
- L. vinacea Holloway, 1979
- L. violacea Holloway, 1979